# ヨルガオ殺人事件 (テレビシリーズ)
ヨルガオ殺人事件（英: Moonflower Murders） は2024年のテレビシリーズ。イギリスの作家アンソニー・ホロヴィッツによる2020年の同名ミステリー小説の映画化で、スーザン・ライランド・シリーズの第2作。

## キャスト
※括弧内は日本語吹替
- スーザン・ライランド: レスリー・マンヴィル（日野由利加）
- アティカス・ピュント: ティム・マクマラン（英語版）（石住昭彦）
- アンドレアス・パタキス: アレクサンドロス・ログーテティス（長野伸二）
- リチャード・ロック/レイモンド・チャブ: ダニエル・メイズ（宮本誉之）
- ポーリーン・トレハーン/モーリン・ガードナー：プーキー・クニール（英語版）
- ケイト・ライランド：クレア・ラッシュブルック
- アラン・コンウェイ: コンリース・ヒル（岩崎ひろし）
- ジェイムズ・テイラー: マシュー・ビアード（英語版）（平井貴大）
- サジード・カーン：サンジーヴ・コーリ（英語版）
- フランク・パリス/オスカー・ベルリン：マーク・ゲイティス（相馬康一）
- リサ・トレハーン/メリッサ・ジェームス：ロザリー・クレイグ（英語版）
- マデレン・ケイン：ピッパ・ベネット＝ワーナー（英語版）
- ローレンス・トレハーン/ランス・ガードナー：エイドリアン・ローリンズ（英語版）
- レオナルド・コリンズ：リアム・ギャリガン（英語版）
- サマンサ・コリンズ：ジーニー・スパーク（英語版）
- ヴァンゲリス：コスティス・ダスカラキス
- ステファン・レオニード：アレック・セカレアヌ
- エイデン・マクニール/アルジャーノン・マーシュ：ウィル・テューダー（英語版）(いとうさとる)
- セシリー・マクニール：エイミー・グリフィス
- ジョン・スペンサー：ルパート・エヴァンス

## 製作
2023年1月、このシリーズはBritBoxからBBC Oneに買い取られた。BBCはその後、「カササギ殺人事件」の続編シリーズを制作する計画を立てた。 作家のアンソニー・ホロヴィッツが自ら彼のシリーズの原作を脚色し、レベッカ・ギャッとワードが監督を務める。 6部構成のこのシリーズは、イレブンス・アワー・フィルムズが制作し、ジル・グリーンが製作総指揮を務め、第1シリーズで500万人以上の視聴者を集めた、PBSのマスターピースと共同で制作される。
2023年、BBCは「ヨルガオ殺人事件」シリーズの撮影を開始し、2024年に公開された。レスリー・マンヴィル と ティム・マクマランは前作「カササギ殺人事件」シリーズのスーザンとアティカス役を再演した。 このシリーズには、マーク・ゲイティス、ロザリー・クレイグ、ピッパ・ベネット＝ワーナー、エイドリアン・ローリンズら新キャストのほか、アレクサンドロス・ログーテティス、ダニエル・メイズ、クレア・ラッシュブルック、コンリース・ヒル、マシュー・ビアード、サンジーヴ・コーリらが再び出演している。
撮影は、2023年12月までに完了し、ダブリンやクレタ島などで撮影が行われた。

## 配信
このシリーズは、アメリカでは2024年9月15日にマスターピースで放送され、イギリスでは2024年11月16日にBBC Oneで放送された。
日本では2025年3月8日にWOWOWにて初放送。